# Gare de Volvic
Gare de Volvic – stacja kolejowa w Volvic, w departamencie Puy-de-Dôme, w regionie Owernia-Rodan-Alpy, we Francji.
Jest stacją Société nationale des chemins de fer français (SNCF), obsługiwaną przez pociągi TER Auvergne.

## Położenie
Znajduje się na wysokości 760 m n.p.m., na 486,994 km Eygurande – Merlines – Clermont-Ferrand.

## Historia
Stacja została otwarta w 1881 przez Administration des chemins de fer de l'État.

## Linie kolejowe
- Eygurande – Merlines – Clermont-Ferrand
- Lapeyrouse – Volvic